# Affiche rouge

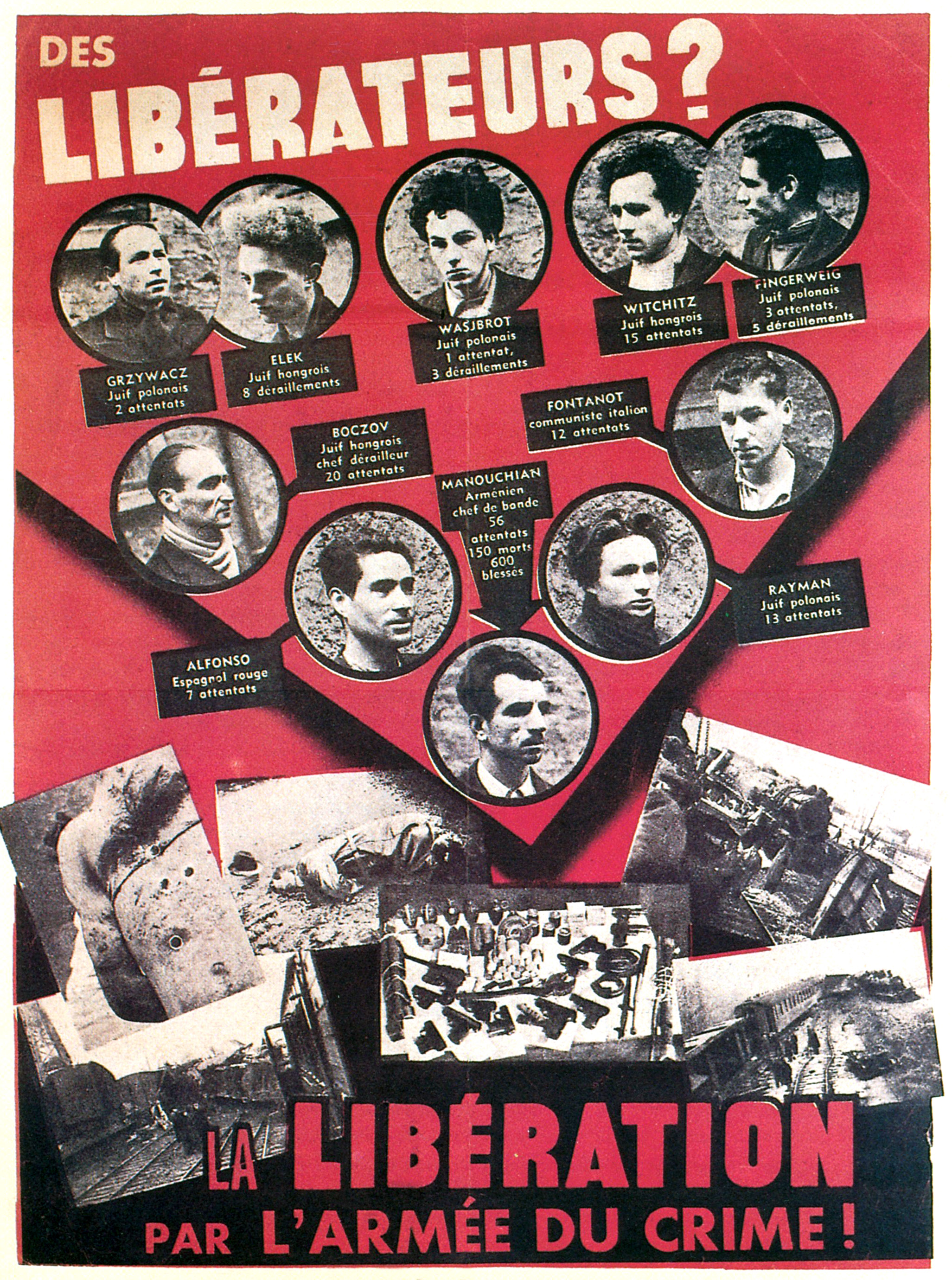
Das Affiche Rouge

Affiche Rouge (deutsch Rotes Plakat) ist ein Poster der NS-Propaganda, das vom Vichy-Regime und den deutschen Besatzungsbehörden im Zweiten Weltkrieg, im besetzten Frankreich im Frühling 1944, tausendfach plakatiert wurde. Es zeigt auf rotem Hintergrund einige der zuvor verhafteten und hingerichteten Résistance-Kämpfer der Gruppe Manouchian sowie Fotos einiger Anschläge. Der Plakattext bezeichnet die Freiheitskämpfer als Kriminelle.

## Zweck des Plakats
Das Plakat war mit der rhetorischen Frage „Befreier?“ überschrieben. Es stellte die Freiheitskämpfer der FTP-MOI (Francs-tireurs et partisans – main d’œuvre immigrée), deren wichtigste Untergruppe die Gruppe Manouchian war, als Terroristen beziehungsweise Kriminelle dar, listete ihre Beteiligung an Anschlägen gegen die deutsche Besatzungsmacht auf und sollte französische Bürger davor abschrecken, im Widerstand tätig zu werden. Da die Mitglieder der FTP-MOI und der Gruppe Manouchian mehrheitlich Immigranten waren, sollten die Freiheitskämpfer zudem als Fremde – als „un-französisch“ – dargestellt werden, um eine Identifikation mit ihren Zielen zu erschweren.

## Verbreitung
Manche Autoren sprechen von einer Verbreitung in ganz Frankreich. Philippe Ganier-Raymond schreibt 1975, « les murs de France se couvraient de quinze mille affiches » (deutsch: „die Mauern Frankreichs waren mit fünfzehntausend Plakaten bedeckt“) Claude Lévy schreibt 1979, « [l’affiche] apparaissait sur les murs des plus petits villages de France » (deutsch: „[das Plakat] hing an den Wänden der kleinsten Dörfer Frankreichs“) und eine Tafel in der Manouchian-Ausstellung 2004 in Ivry behauptete, « [l’affiche fut] largement placardée sur les murs des villes et des villages français » (deutsch: „[das Plakat wurde] in großem Stil in den Städten und Dörfern Frankreichs aufgehängt.“) Ein Flugblatt der Union des Juifs pour la Résistance et l’Entraide vom März 1944 spricht von « [affichage] sur les murs de toutes les villes et villages de France » (deutsch: „[Plakatanschlägen] in allen Städten und Dörfern Frankreichs.“) Nähme man diese Aussagen wörtlich, so käme man auf eine deutlich höhere Auflage als 15.000 Stück.
Tatsache ist, dass das Affiche rouge in Paris, Nantes und in Lyon gesehen wurde.

## Inhalt des Plakats
Beschriftung des Plakats:

« Des libérateurs? La libération par l’armée du crime! »

„Befreier? Befreiung durch die Armee des Verbrechens!“

Fotos mit den beschrifteten Porträts einiger der Gruppenmitglieder (von links nach rechts und von oben nach unten):
- Grzywacz: Juif polonais, 2 attentats (Polnischer Jude, 2 Attentate)
- Elek: Juif hongrois, 5 déraillements (Ungarischer Jude, 5 Zug-Entgleisungen)
- Wasjbrot: Juif polonais, 1 attentat, 1 déraillement (Polnischer Jude, 1 Attentat, 1 Zug-Entgleisung)
- Witchitz: Juif polonais, 15 attentats (Polnischer Jude, 15 Attentate)
- Fingercwajg: Juif polonais, 3 attentats, 5 déraillements (Polnischer Jude, 3 Attentate, 5 Zug-Entgleisungen)
- Boczov: Juif hongrois, chef dérailleur, 20 attentats (Ungarischer Jude, Chef der Zug-Entgleisungs-Operationen, 20 Anschläge)
- Fontano: Communiste italien, 12 attentats (Italienischer Kommunist, 12 Attentate. (Sein korrekter Name war Fontano))
- Alfonso: Espagnol rouge, 2 attentats (Rotspanier,[8] 2 Attentate)
- Rayman: Juif polonais, 13 attentats (Polnischer Jude, 13 Attentate)
- Manouchian: Arménien, chef de bande, 56 attentats, 150 morts, 600 blessés (Armenier, Anführer der Bande, 56 Attentate, 150 Tote, 600 Verwundete)

Der untere Bereich des Plakats zeigt folgende Fotos:
- die von Kugeln durchbohrte rechte Schulter und Brust einer Leiche
- eine auf dem Boden liegende Leiche
- eine entgleiste Lokomotive
- einen entgleisten Zug
- eine auf einem Tisch angeordnete Sammlung von Handfeuerwaffen, Handgranaten, Teile von Sprengsätzen
- einen weiteren entgleisten Zug

Die Französische Nationalbibliothek bewahrt drei Exemplare des Roten Plakats in drei verschiedenen Formaten; zwei der Formate haben die Maße 152 × 130 cm und 118 × 75 cm.

## Begleitendes Flugblatt
Die Plakatierung in ganz Paris war begleitet von der Verbreitung zahlreicher Flugblätter, die auf der Vorderseite das verkleinerte Affiche rouge zeigten, auf der Rückseite den Schriftzug: „l’Armée du crime, contre la France“ („Die Armee des Verbrechens, gegen Frankreich“).
Die Abmessungen des Flugblatts sind 22 × 26 cm.

## Kontroverse
In den 1980er Jahren behaupteten einige französische politische Gruppierungen, dass es bei der Verhaftung des Kerns der Gruppe Manouchian eine Komplizität mancher Mitglieder der Rèsistance gegeben habe. Grund dafür seien interne politische Grabenkämpfe gewesen.
Ein Dokumentarfilm von Stéphane Courtois und Mosco Boucault, Des terroristes à la retraite, 1983 von Antenne 2 ausgestrahlt, enthielt Interviews mit überlebenden FTP-MOI-Mitgliedern und Hinterbliebenen der Affiche-rouge-Opfer. Mosco beschuldigt im Film die PCF (Parti communiste français), die Kämpfer im Machtkampf mit den Gaullisten um die Kontrolle des CNR (Conseil national de la Résistance) willentlich geopfert zu haben. Er behauptete, dies sei auch geschehen, weil die ausländische Herkunft der FTP-MOI-Mitglieder das Bild der Résistance als einer nativ französischen, patriotischen Widerstandsbewegung untergruben. Der Film wurde 2001 in einer um 12 Minuten gekürzten Fassung erneut gesendet. Die Kürzung erfolgte, um neueste Forschungsergebnisse zu berücksichtigen.
Ein Dokumentarfilm von Denis Peschanski und Jorge Amat, am 15. März 2007 von France 2 ausgestrahlt, widerspricht Courtois and Boucaults Behauptungen. Den Historiker Denis Peschaski zitierend, der auf neue Dokumente aus russischen, französischen und deutschen Archiven zugreifen konnte, behauptet der neuere Dokumentarfilm, die Zerschlagung der Gruppe Manouchian beruhe ausschließlich auf der Ermittlungsarbeit der französischen Polizei. Die seinerzeit neu gegründeten Abteilungen des Nachrichtendienstes Renseignements généraux (RG), die Brigades spéciales n°1 und n°2, hatten einige der FTP-MOI-Aktivisten monatelang unter Beobachtung. Zum Zeitpunkt des tödlichen Anschlags auf Julius Ritter am 28. September 1943 stand der Anführer der Attentätergruppe Marcel Rayman schon seit zwei Monaten unter Beobachtung. Danach verhaftete die französische Miliz die meisten Mitglieder der Manouchian-Gruppe, wobei sie auch Informationen nutzten, die einige der zuerst Verhafteten unter Folter preisgegeben hatten.
Im September 2009 äußerte sich der letzte Überlebende der FTP-MOI, Arsène Tchakarian, und verneinte entschieden, dass die PCF die Manouchian-Gruppe verraten habe. Zu anderer Gelegenheit sagte er, er sei immer noch Kommunist, und wenn es stimmen würde, dass die PCF Kameraden verraten hätte, wäre er sofort aus der PCF ausgetreten. Tchakarian wandte sich auch gegen die Argumente, dass nationalistische Gründe eine Rolle gespielt haben sollen.

« Nous étions des Français immigrés arméniens, juifs, espagnols, italiens, polonais, tous égaux… […] je suis français mais je me bats contre l’injustice et ce racisme qu’on fabrique pour nous dresser les uns contre les autres! »

„Wir waren Franzosen, eingewanderte Armenier, Juden, Spanier, Italiener, Polen, alle gleich… […] ich bin Franzose, aber ich kämpfe gegen die Ungerechtigkeit und diesen Rassismus, der fabriziert wird, um uns gegeneinander aufzubringen!“

Die PCF bestreitet die Behauptungen, sie habe die verhafteten FTP-MOI-Mitglieder verraten, ebenfalls. Arsène Tchakarian sagte in einem Interview mit L’Humanité, 35 der 40 Mitglieder der Gruppe Manouchian seien selbst Kommunisten gewesen.

## Filme
Fiktion
- Frank Cassenti, L’Affiche Rouge (1976). Siehe: L’Affiche Rouge bei IMDb
- Robert Guédiguian, L’Armée du crime (2009). Siehe: L’Armée du crime bei IMDb

Dokumentarfilme
- Stéphane Courtois und Mosco Boucault, Des terroristes à la retraite (1983). Siehe: Des terroristes à la retraite bei IMDb
- Pascal Convert, Mont-Valérien, aux noms des fusillés.
- Denis Peschanski – Jorge Amat, La traque de l’Affiche rouge (2007). Video auf Dailymotion
- Gerd Dietrich, Helmut Dietrich, Ahlrich Meyer: L’affiche rouge – Das rote Plakat. Eine Reise von Paris nach Berlin 1944–1994, BRD 1994